# 壳聚糖
壳聚糖（英語：chitosan）又名殼聚醣，是一種線性多醣，當中由氨基葡萄糖（脫乙酰單位）和N-乙酰葡糖胺（乙酰單位）隨機分佈，並透過β-（1-4）糖苷键組合而成。
由於甲殼質（chitin）有多個異名，如幾丁質或殼多糖等，因此由甲殼質經脫乙酰化作用製備的壳聚糖也有多個異名，包括幾丁胺醣、甲聚糖、脱乙酰壳多糖、脱乙酰几丁质、聚氨基葡萄糖、聚葡萄胺糖等。
它有廣泛的商業和生物醫學用途，在生醫材料上的相關應用研究非常多，目前認為其具有良好的生物相容性、無生物毒性，當作生醫材料的骨架是非常好的選擇。

## 應用

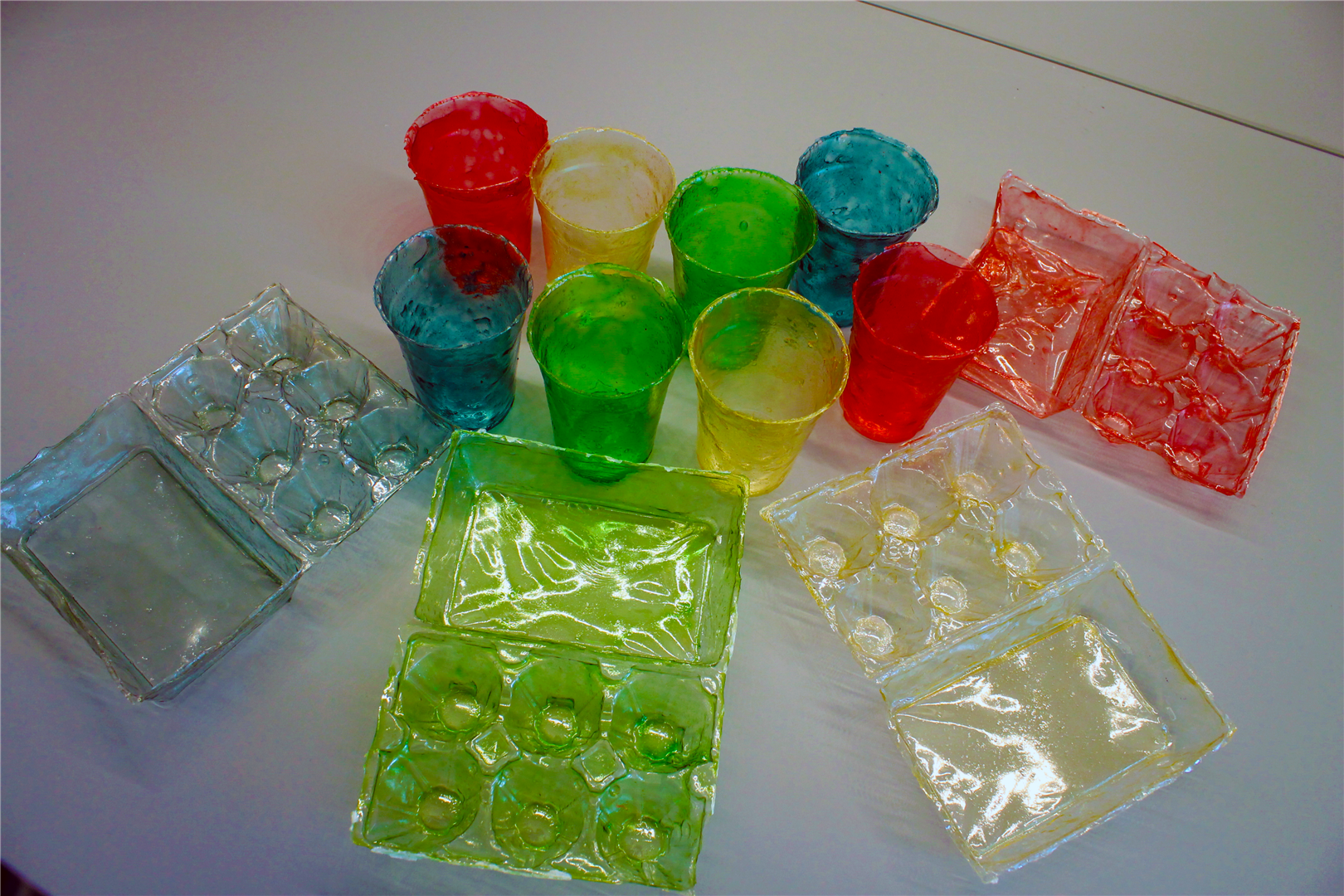
當前，可行塑膠產品。

- 營養品研究

實驗證實壳聚糖會與油脂反應但是，壳聚糖與脂肪的作用機理尚未明確了解且無臨床證明。關於實際對油脂阻礙的功能尚無定論。
美國食品及藥物管理局已經發警告信給營養品的零售商，諭令不要再胡謅壳聚糖的功效。.
- 塑膠替代物[6][7][8]

## 過敏反應
對海鮮類會過敏的問題是由於蝦子的肉、螃蟹的肉為，蝦殼則否。